# Telipna laplumei
Telipna laplumei är en fjärilsart som beskrevs av Devos 1919. Telipna laplumei ingår i släktet Telipna och familjen juvelvingar. Inga underarter finns listade i Catalogue of Life.